# Publius Usienius Primulus
Publius Usienius Primulus war ein antiker römischer Unternehmer in der römischen Kaiserzeit, der in Narbonne tätig war.
Publius Usienius Primulus ist nur noch von einer Grabinschrift bekannt. Die Inschrift bezeichnet ihn als vascularius. Das kann sowohl die Produzenten von – zumeist – Metallgefäßen (Toreuten) als auch die Händler solcher Gefäße meinen. Die (aufgelöste) kurze Inschrift lautet:
Ob Publius Usienius Primulus, wenn die Deutung als Produzent stimmt, Besitzer der Werkstatt war oder selbst aktiv bei der Arbeit mitwirkte, kann nicht gesagt werden. Er wäre einer von nur knapp über 30 inschriftlich-namentlich belegten antiken Toreuten. Ihm zuweisbare Werke sind nicht überliefert, was in einem solchen Fall auch eine Deutung als Händler oder Hersteller stark erleichtern würde. Auch die genaue Zeitstellung ist unbekannt.

## Einzelbelege
1. ↑  CIL XII, 4519
2. ↑  Abgesehen von Signaturstempeln auf toreutischen Erzeugnissen.

| Personendaten    | Personendaten                              |
| ---------------- | ------------------------------------------ |
| NAME             | Usienius Primulus, Publius                 |
| KURZBESCHREIBUNG | antiker römischer Toreut oder Händler      |
| GEBURTSDATUM     | zwischen 1. Jahrhundert und 3. Jahrhundert |
| STERBEDATUM      | zwischen 1. Jahrhundert und 4. Jahrhundert |